# Silicium poreux
Le silicium est majoritairement connu sous sa forme monocristalline et polycristalline.
Depuis quelques décennies, un nouveau type de morphologie s'est développé : le silicium poreux (SiP). Cette morphologie a été constatée pour la première fois dans les années 50 par Uhlir et Turner.
Le SiP est un matériau nanostructuré qui possède une importante surface spécifique (pouvant aller jusqu'à 1000 voire 1500 m2.cm-3).

## Les différentes morphologies
En général, le silicium poreux est assimilé à un matériau à morphologie colonnaire ou branchée constitué par des cristallites ou nano-cristallites (de 1 nm à 1 μm de diamètre). On distingue différentes morphologies du silicium poreux en fonction du dopage du substrat à partir duquel il est fabriqué. Ces différentes morphologies sont classifiées selon le diamètre de leur pores comme le préconise la norme de l'IUPAC (International Union of Pure and Applied Chemistry)
| Morphologie          | Dimension des cristallites | Diamètre des pores         |
| -------------------- | -------------------------- | -------------------------- |
| Silicium microporeux | Inférieure ou égale à 2 nm | Inférieure ou égale à 2 nm |
| Silicium mesoporeux  | Entre 2 et 100 nm          | Entre 2 et 50 nm           |
| Silicium macroporeux | Entre 0,1 et 10 μm         | Supérieure à 50 nm         |

## Les différents procédés de fabrication

Représentation schématique d'une cellule d’anodisation, vue en coupe.

Le silicium poreux est fabriqué à partir de substrat monocristallin. Une des méthodes la plus simple et certainement la plus utilisée est l'anodisation électrochimique.
Le substrat est placé entre 2 électrodes dans un bain de HF-Ethanol. Une différence de potentiel est appliquée de part et d'autre du substrat. Les ions F- sont alors attirés vers le substrat et réagissent avec le silicium formant ainsi des pores. Une fois les premiers pores formés, l'attaque du HF a lieu préférentiellement au fond de ces pores conduisant à la formation de silicium poreux.
Afin d'augmenter l'homogénéité du SiP, l'anodisation peut avoir lieu en courant pulsé (signal type créneau).